# خانه عروسک
خانهٔ عروسک یا عروسکخانه نمایشنامه ای است از هنریک ایبسن (۱۸۲۸–۱۹۰۶) شاعر، نمایشنامه‌نویس و درام نویس نروژی که در سال ۱۸۷۹ نگاشته شد و در دبیرستان‌ها و دانشگاه‌های بسیاری خوانده می‌شود. عروسکخانه داستان بیرون آمدن از توهم، و طغیان زنی به نام «نورا» را شرح می‌دهد.

## شخصیت‌های نمایش
- نورا (Nora): شخصیت اصلی نمایشنامه و همسر توروالد هلمر
- توروالد هلمر (Torvald Helmer): همسر نورا
- کروگستاد (Krogstad): وکیلی از آشنایان دوران مدرسه توروالد
- خانم لینده (Mrs. Linde): دوست دوران کودکی نورا
- دکتر رانک (Dr. Rank): دوست نزدیک توروالد
- باب، امی و ایوار (Bob, Emmy and Ivar): سه فرزند کوچک نورا و توروالد
- آن ماری (Anne Marie): خدمتکار خانواده هلمر
- پدر نورا (Nora's Father): پدر نورا (که مرده‌است)

## خلاصه‌ای از نمایشنامه
داستان در کریستیانیا و در مدت سه روز از ایام هفته میلاد مسیح، اتفاق می‌افتد. توروالد هلمر که حقوقدانی خودبین ولی با وجدان است، به تازگی در بانک ترفیع رتبه پیدا کرده و همسرش نورا که زنی زیبا، مو بور و ظاهراً نادان و بوالهوس است، احساس می‌کند که آن‌ها می‌توانند در جشن کریسمس قدری ولخرجی کنند، هلمر که با نورا همچون بچه‌ای رفتار می‌کند و او را «جوجه کاکلی» می‌نامد، وی را آگاه می‌سازد که بیشتر مواظب باشد، چون همیشه پول از پنجه‌های او سهواً خرج می‌شود، ولی نورا مدام تقاضای پول بیشتری می‌کند.
خانم لیندن یکی از دوستان بیوه و پیر نورا به او می‌گوید که خبر ترفیع شوهرش را شنیده و از نورا می‌خواهد که کاری در بانک شوهرش برای وی پیدا کند. نورا با غرور به دوستش می‌گوید که او هم پول زیادی به دست آورده‌است.
هلمر در نخستین سال ازدواجش بسیار مریض و علیل بود و برای نجات زندگیش باید مسافرتی به ایتالیا می‌کرد. نورا پول لازم را قرض کرد ولی به هلمر گفت که ارث کمی از پدرش به ارث برده‌است. او ترتیبی داده تا نزول پول را از بابت کرایه لباس‌هایش و گاهی با یافتن کارهای پنهانی از شوهرش بپردازد؛ ولی حالا قرض تقریباً ادا شده‌است. هلمر موافقت می‌کند که کار شخصی به نام نیلز کروگستاد را که حقوقدان مرموزی است و محکوم به جعل اسناد شده، به خانم لیندن دوست نورا تفویض نماید.
ولی کروگستاد همان مردی است که نورا از او پول قرض کرده بود و او نورا را تهدید می‌کند که اگر کارش را از دست بدهد موضوع قرض را برای شوهرش فاش خواهد نمود. او همچنین متوجه می‌شود پدر نورا که قرار بود پای سند قرض را امضاء کند، در آن زمان مرده بوده‌است.
نورا سرانجام تصدیق می‌کند که امضای پدرش را جعل کرده و سعی می‌نماید شوهرش را متقاعد نماید که کروگستاد را که سعی می‌کند اعتبار خود را در اجتماع به دست آورد، در شغل خود نگه دارد؛ ولی هلمر می‌گوید که کروگستاد یک کلاش جاعل است و در تعویض او اصرار می‌ورزد.
خانم لیندن که از دوستان قدیمی کروگستاد محسوب می‌شود قول می‌دهد که از طرف نورا از او خواهش و تمنا کند ولی ناگهان درمی یابد که او از شهر بیرون رفته‌است. در همین ضمن کروگستاد نامه‌ای به هلمر نوشته و تمام جریان را تعریف می‌کند و به این ترتیب نورا کاملاً مأیوس می‌شود. او نامه را در جعبه نامه‌ها می‌یابد، اما نمی‌تواند به نحوی آن را از بین ببرد چون کلید جعبه پیش شوهر است. او هر کاری که ممکن است می‌کند تا مانع از خواندن آن نامه توسط شوهرش شود.
آنها به یک مجلس بالماسکه در آپارتمان بالایی می‌روند. در این جشن یکی از دوستانشان، دکتر رانک نیز با آنهاست. دکتر می‌داند که در حال مرگ می‌باشد و لذا نومیدانه سودای عشق نورا را در سر می‌پروراند. نورا لباسی ایتالیایی می‌پوشد و تارانتلا می‌رقصد و سعی دارد صورت ظاهر را حفظ کند و حتی المقدور ناراحتی‌اش هویدا نگردد.
نورا در حالتی از یأس و نومیدی تصمیم می‌گیرد که اگر شوهرش نامه را بیابد، خودکشی کند. وقتی هلمر نامه را می‌خواهد. او را به جرمی بزرگ متهم می‌کند، جرمی که هلمر را از میان خواهد برد. هلمر به نورا می‌گوید که لایق معاشرت فرزندانشان نیست.
درست‌کاری هلمر خیلی بیش از انتظار و پیش‌بینی نورا است. کروگستاد سند وعده دار را پس می‌فرستد و هلمر با خوشحالی فریاد می‌زند که نجات یافته است؛ ولی ضربه عمیقی بر روح نورا وارد شده‌است و درحقیقت بیش از آن نمی‌تواند در خانه شوهرش بماند و سرانجام در یک صحنه دراماتیک هلمر را ترک می‌کند تا خودش به تنهایی زندگی جدیدی را آغاز کند و بیش از آنکه متلون مزاج باشد به مسائل زندگی بیندیشد.
او امید کوچکی به هلمر می‌دهد که اگر معجزه‌ای رخ دهد، شاید آنان دوباره زندگی را با هم از نو شروع کنند.

## اقتباس‌ها
فیلم‌های بسیاری بر اساس این نمایشنامه ساخته شده‌است:
- A Doll's House (1917), adaptation directed by Joe De Grasse
- A Doll's House (1918), adaptation directed by Maurice Tourneur
- A Doll's House (1922), adaptation directed by Charles Bryant
- Casa de Munecas (1943), adaptation directed by Ernesto Arancibia
- A Doll's House (1959), adaptation directed by George Schaefer
- فیلم خانه عروسک به کارگردانی پاتریک گارلند در سال ۱۹۷۳ در بریتانیا.
- A Doll's House (1973), adaptation directed by Joseph Losey
- A Doll's House (1992) adaptation directed by David Thacker
- فیلم سارا به کارگردانی داریوش مهرجویی نیز با الهام از این نمایشنامه ساخته شده‌است.
- این اثر به صورت سانسور شده در یکی از نمایشنامه‌های رادیویی شبکه فرهنگ صدا و سیمای جمهوری اسلامی نیز پخش شده‌است.
- این نمایش در ایران به روی صحنه رفته‌است، همچنین تله‌تئاتری بر اساس آن در صدا و سیما ساخته شده‌است.

## به فارسی
این اثر بیشتر از شش بار به زبان فارسی ترجمه شده‌است؛ از جمله ترجمه‌های رضا دادویی، منوچهر انور و بهزاد قادری که نام نمایشنامه را به صورت عروسک‌خانه به فارسی درآورده‌اند.